# Chikuzan, le baladin aveugle
Pour plus de détails, voir Fiche technique et Distribution.
Chikuzan, le baladin aveugle (竹山ひとり旅, Chikuzan hitori tabi) est un film japonais réalisé par Kaneto Shindō, sorti en 1977.

## Synopsis
La vie de Chikuzan Takahashi, joueur aveugle de Tsugaru shamisen.

## Fiche technique
- Titre : Chikuzan, le baladin aveugle
- Titre original : 竹山ひとり旅 (Chikuzan hitori tabi?)
- Réalisation : Kaneto Shindō
- Scénario : Kaneto Shindō
- Musique : Hikaru Hayashi
- Photographie : Kiyomi Kuroda
- Décors : Kazumasa Ōtani (ja)
- Montage : Mitsuo Kondō
- Production : Manabu Akashi et Setsuo Noto
- Société de production : Jean Jean Company et Kindai Eiga Kyokai
- Pays de production :  Japon
- Langue originale : japonais
- Genres : drame et biopic
- Durée : 119 minutes
- Dates de sortie : 
  - Japon : 17 mars 1977[1]

## Distribution
- Ryūzō Hayashi : Chikuzan Takahashi
- Nobuko Otowa : Toyo, la mère
- Mitsuko Baishō : la seconde femme de Chikuzan
- Dai Kanai : Sadakichi, le père
- Chikuzan Takahashi : lui-même
- Moeko Ezawa : la vendeuse
- Kotoe Hatsui : la fermière
- Hiroko Isayama : Tomiko
- Hideo Kanze : Tokura
- Atsuko Kawaguchi : Otoki
- Takuzō Kawatani : Senta
- Hōsei Komatsu : Goto
- Akemi Negishi : Tami
- Junkichi Orimoto : le propriétaire
- Sumie Sasaki : la bonne
- Kei Satō : Narita
- Yoshie Shimamura : Yumie, la première femme de Chikuzan
- Taiji Tonoyama : Sakubei
- Rokkō Toura : Hikoichi
- Kumeko Urabe : Daikoku-san

## Distinctions
Le film a été nommé pour sept Japan Academy Prizes.